# Emmanuel Cueff
Pour les articles homonymes, voir Cueff.
Emmanuel Cueff, né le 4 février 1955 à Neuilly-sur-Seine, est un dirigeant d'entreprise français, ancien président du Stade rennais football club.

## Biographie
Emmanuel Cueff est diplômé de l'Institut d'études politiques de Paris, et possède une maîtrise en économétrie. Après quatorze années passées à la Société générale puis chez Indosuez, il rentre au sein du Groupe Artémis, dont il devient le Directeur général adjoint.
En mai 2002, il est nommé Président délégué du Stade rennais, club de football qui fait partie du Groupe Artémis depuis son rachat par François Pinault en 1998. En parallèle, Cueff occupe le poste de Directeur général délégué du magazine Le Point.
En décembre 2006, Emmanuel Cueff est évincé du Groupe Artémis, et quitte donc ses fonctions au Point et au Stade rennais. Il est remplacé à la présidence de ce dernier par Frédéric de Saint-Sernin, ancien conseiller de Jacques Chirac, proche de François Pinault.
En février 2008, il reprend la société Seprolec, spécialisée dans l'électronique.